# Паршин, Александр Яковлевич
Александр Яковлевич Паршин (13 марта 1939 — 1 апреля 2013, Москва, Российская Федерация) — физик, член-корреспондент Российской академии наук (1994).

## Биография
Главный научный сотрудник Института физических проблем им. П. Л. Капицы РАН. Заместитель главного редактора ЖЭТФ. Внес фундаментальный вклад в развитие физики квантовых кристаллов.
Вместе с А. Ф. Андреевым выдвинул идею о бездиссипативном характере роста и плавления квантовых кристаллов и предсказал новый тип колебаний поверхности кристалла — кристаллизационные волны. Исследовал ряд новых макроскопических квантовых явлений, сформулированл основные положения теории квантового спирального роста кристаллов. Описал механизм роста кристаллов, в основе которого лежит явление кинематического размножения элементарных ступеней на поверхности кристалла.
Похоронен на Покровском кладбище в Селятино (Московская область).

## Награды и звания
Ленинская премия (1986).